# Martin Weniger
Martin Weniger, auch Martin Linggi (geboren um 1500; 1535 letztmals erwähnt) war ein Schweizer Täufer.

## Leben
Über Martin Wenigers Ausbildung und beruflichen Tätigkeiten liegen keine Erkenntnisse vor, vermutlich stammte er aus Thayngen. Er wurde oft auch als Martin Linggi bezeichnet, weshalb er ein jüngerer Bruder des Heinrich Linggi (vor 1500–1551) gewesen sein könnte und mit diesem vielleicht zwischen 1517 und 1522 als Schüler bei Glarean in Paris weilte.
Spätestens seit November 1525 war er wahrscheinlich Täufer, denn er befand sich, gemeinsam mit Konrad Grebel, Felix Manz, Jörg Blaurock, Michael Sattler sowie Ulrich Teck in Zürich wegen ihres Glaubens im Gefängnis, und lehrte das Täufertum bis 1535 im Raum Schaffhausen, Zürich, Solothurn und Basel; in allen vier Städten wurde er deshalb in Haft genommen und ausgewiesen, so 1525 in Zürich, vermutlich 1527 in Schaffhausen, 1529 in Basel und 1531 in Solothurn. Sein Tätigkeitsfeld lag in den Kerngebieten: inhaltlich auf der Basis der Zürcher Begründer des Täufertums (siehe auch Schweizer Brüder), wirkte er räumlich in den Schlüsselstellen Zürcher Unterland mit dem Übergang in die Grafschaft Baden, also Aargau, von dort nach Basel und wieder über den Jura nach Solothurn, mit großer Ausstrahlung in Berns Gebiet.
Als Wortführer der Täufer nahm er im Juli 1532 an der Zofinger Disputation teil, an der 23 Täufer auf reformierter Seite beteiligt waren und die mit Berchtold Haller, Sebastian Hofmeister, Kaspar Megander und den ehemaligen Täufern Andreas Rappenstein († 1565) und Hans Pfistermeyer disputierten. Das Gespräch dauerte zehn Tage und verlief vergleichsweise herzlich. Die Pfarrer nannten die Täuferführer Brüder und es gab zwischendurch manche Einigungspunkte. Die Täufer erklärten sich als Sieger, jedoch der Rat und die Prädikanten wollten das Urteil dem Leser des gedruckten Protokolls überlassen. Tatsächlich gab das Gespräch den Täufern wieder Auftrieb, was den Rat veranlasste, umso schärfere Massnahmen gegen die Täufer anzuwenden.
Nachdem er um 1533 in Baden teilweise als Täufer widerrufen hatte, war er in täuferischen Kreisen umstritten, blieb aber unter anderem im Elsass aktiv. Ende 1535 schwor er in Schaffhausen dem Täufertum ganz ab; über seinen weiteren Lebenslauf gibt es keine weiteren Informationen.